# Shargh
Shargh (persa: شرق, lit. ‘est’) és un dels diaris reformistes més populars de l'⁣Iran.

## Història i perfil
Shargh va ser fundat l'any 2003. El diari és gestionat per Mehdi Rahmanian. El seu editor en cap va ser Mohammad Ghouchani en el seu primer període de publicació. Mohammad Ghouchani i Mohammad Atrianfar, el seu excap del consell polític, van deixar Shargh el març de 2007 i es van incorporar a Ham-Mihan, un altre diari reformista dirigit per Gholamhossein Karbaschi.
Arash Karami, un periodista iranià, va descriure Shargh com el contrari del diari conservador Kayhan en termes de posició política.

## Prohibicions
Shargh havia publicat 141 edicions abans de la prohibició temporal del sistema judicial iranià el 4 de febrer de 2004, un dia abans de les eleccions al Parlament, després de la publicació d'una carta oberta d'alguns membres del parlament sortint a l'aiatol·là Khamenei, el líder suprem. La carta va ser llegida als periodistes per Mohsen Armin, un dels organitzadors de l'asseguda de parlamentaris que criticava les investigacions del Consell de Guardians.
La situació va rebre més atenció quan Mehdi Rahmanian, gerent de Shargh a càrrec, es va reunir l'endemà amb Saeed Mortazavi, fiscal general de Teheran, per discutir l'eliminació de la prohibició. Després d'això, Rahmanian va escriure una carta pública demanant perdó, dient que no podia confirmar que la carta fos en realitat dels parlamentaris i signada per ells, i que fins i tot en el cas que ho fos, hauria estat un acte no professional publicar textos "ofensius".
Mortazavi va anunciar que havia ordenat la prohibició a causa d'una petició de l'⁣Alt Consell de Seguretat Nacional, que Hassan Rowhani, president del consell, i Mohammad Khatami, el president, van negar posteriorment els dies 20 i 23 de febrer, respectivament, esmentant que l'assumpte no va ser fins i tot parlat a la reunió del consell. La prohibició es va eliminar el 28 de febrer de 2004, i Shargh es va publicar de nou a partir del 3 de març de 2004. Shargh va ser tancat de nou l'11 de setembre de 2006 pel govern iranià.
El març de 2007, el poder judicial de línia dura de l'Iran va permetre que es tornessin a publicar diversos diaris reformistes prohibits, inclòs el diari centralista insígnia Shargh després d'una prohibició de mig any. No obstant això, el diari va ser prohibit després de publicar una entrevista amb el poeta iraniano-canadenc Saghi Ghahraman l'agost de 2007. L'entrevista va ser vista com a contrarevolucionari i immoral pel directori de premsa.
El diari digital Your Middle East va informar el 26 de setembre de 2012 que Shargh havia estat prohibit per una caricatura controvertida. El diari, un dels pocs diaris propers als reformistes, va publicar la caricatura el 25 de setembre i va provocar la ira entre els legisladors iranians, així com els funcionaris, que van dir que la caricatura insultava els combatents iranians a la guerra Iran-Iraq (1980-1988). Els soldats iranians normalment tenien cintes que llegeixen paraules sagrades al front durant la guerra.
El 21 de setembre de 2022, la periodista iraniana Niloofar Hamedi que treballava pel diari Shargh, fou detinguda per ser una de les primeres a revelar la detenció i mort de Mahsa Amini a mans de la policia moral iraniana.